# Scytalopus spillmanni
Scytalopus spillmanni е вид птица от семейство Rhinocryptidae.

## Разпространение
Видът е разпространен в Еквадор, Колумбия и Перу.